# Arqueologia

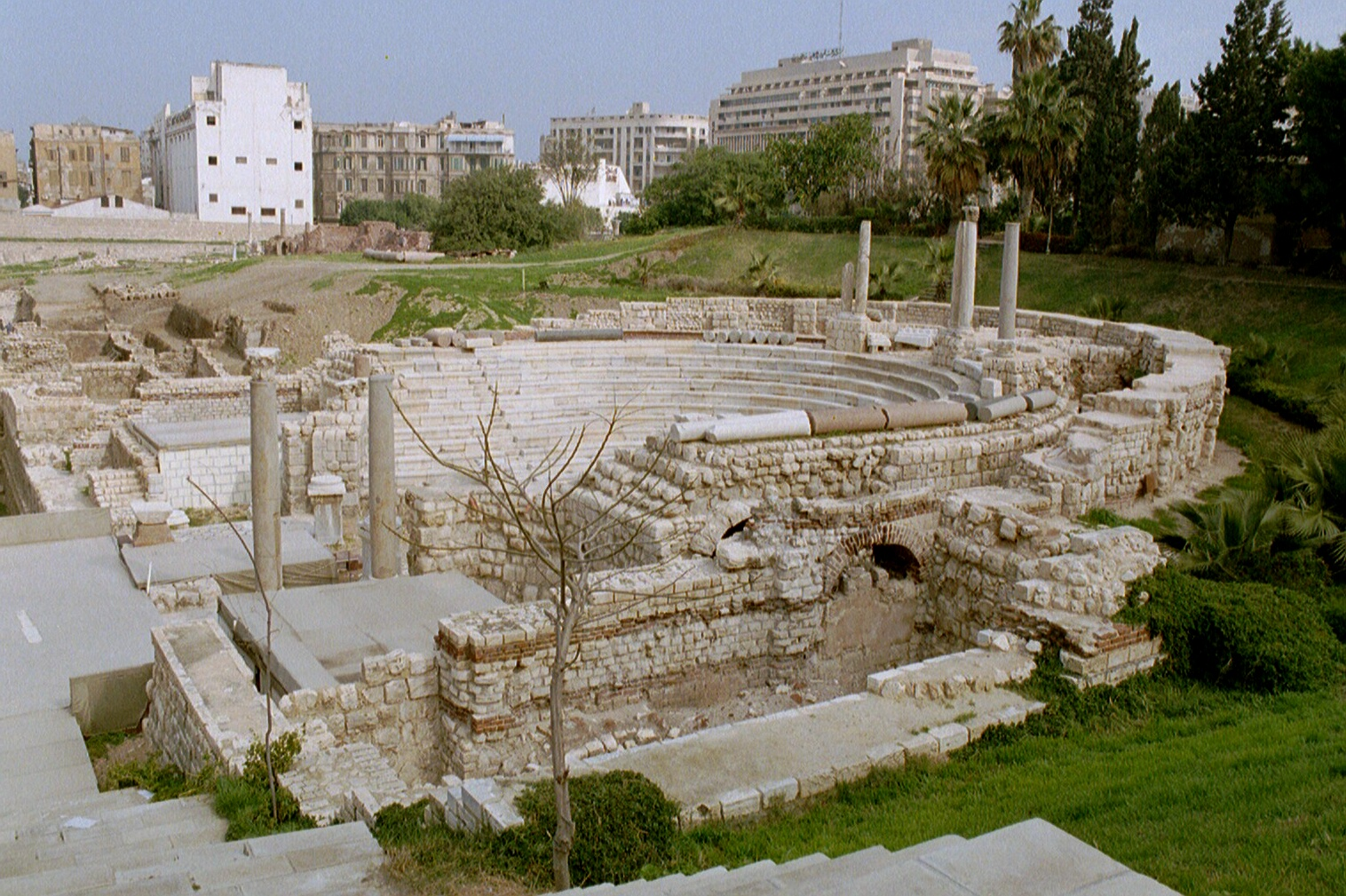
Antigo teatro romano em Alexandria, Egito.

Arqueologia é a ciência que estuda as culturas e os modos de vida das diferentes sociedades humanas do passado a partir da análise de objetos materiais. É uma ciência social que estuda as sociedades através das materialidades produzidas pelos seres humanos sem limites de caráter cronológico, sejam estes móveis — como por exemplo um objeto de arte — ou objetos imóveis — como é o caso das estruturas arquitectónicas. Incluem-se também no seu campo de estudos as intervenções feitas pelos seres humanos no meio ambiente. Ela compreende as diferentes partes da arte dos antigos, os géneros e espécies de arquitetura, a escultura, que compreende a estatuária, os baixo relevos e os ornamentos, o desenho e a pintura em madeira, tela, pedra, marfim, mosaicos, a gravura de camafeus, em talha, cobre, aço, medalhas, moedas, etc. A arqueologia emprega-se também na indagação das inscrições e escrituras antigas. Há diferença notável entre o arqueólogo e o antiquário, porque este indaga e recolhe os monumentos, e tem mais gosto e habito de os adquirir do que erudição e estudos próprios para os descrever e avaliar. Grévio, Gronovio, Muratori, d'Agencourt, Quatremère, Visconti, e outros, cultivaram esta ciência; Winkelmann compôs a historia da arte entre os antigos, e Cicognara continuou-a até 1823.
A maioria dos primeiros arqueólogos, que aplicaram sua disciplina aos estudos das antiguidades, definiram a arqueologia como o estudo sistemático dos restos materiais da vida humana já desaparecida. Outros arqueólogos enfatizaram aspectos psicológico-comportamentais e definiram a arqueologia como a reconstrução da vida dos povos antigos. A ciência arqueológica pode envolver trabalhos de prospecção e escavação, ou somente prospecção, em ambos os casos são realizadas análises das materialidades encontradas, para assim traçar os comportamentos da sociedade que as produziu. Em muitos casos, a arqueologia se utiliza de investigações de outras áreas científicas, como a antropologia, história, história da arte, geografia, geologia, linguística, física, as ciências da informação, química, estatística, paleontologia (paleozoologia, paleobotânica e paleoecologia), medicina e literatura.
Em alguns países a arqueologia é considerada como uma disciplina pertencente à antropologia enquanto que em países, como em Portugal, esta foi considerada uma disciplina pertencente ao ramo científico da História e dependente deste. No Brasil, a Arqueologia é tida como uma ciência autônoma, com cursos de graduação espalhados por todo o país. A arqueologia dedica-se ao estudo das manifestações culturais e materiais desde o surgimento do ser humano (transição do australopitecos para o homo habilis) até ao presente. Deste modo, enquanto as antigas gerações de arqueólogos estudavam um antigo instrumento de cerâmica como um elemento cronológico que ajudaria a pôr uma data à cultura que era objeto de estudo, ou simplesmente como um objeto com um verdadeiro valor estético, os arqueólogos dos dias de hoje veriam o mesmo objeto como um instrumento que lhes serve para compreender o pensamento, os valores e a própria sociedade a que pertenceram. O mesmo se aplica às materialidades contemporâneas.
Os arqueólogos podem ter de actuar em situações de emergência, como quando existem obras que põem a descoberto vestígios arqueológicos até então desconhecidos, sendo, nestes casos, criados e enviados para o local piquetes de emergência. Deste modo, procuram desenvolver medidas para minimizar o impacto negativo que essas obras possam ter no património arqueológico, podendo ser feitas alterações pontuais no projecto inicial. Só em casos excepcionais os achados arqueológicos são suficientemente importantes para justificar a anulação de obras de grande envergadura (ex.: barragem de Foz Côa). Em certos casos, a destruição parcial ou total dos vestígios arqueológicos poderá ser inevitável, nomeadamente por motivo de obras de superior interesse público, o que exige um registo prévio o mais exaustivo possível. A fim de se minimizarem os riscos de destruição do património arqueológico devido a obras públicas ou privadas de grande amplitude, tem-se procurado, nos últimos anos, integrar arqueólogos nas equipas que elaboram os estudos de viabilidade e de impacto ambiental. A tendência actual é para substituir uma arqueologia de salvamento por uma arqueologia preventiva.

## Investigação arqueológica

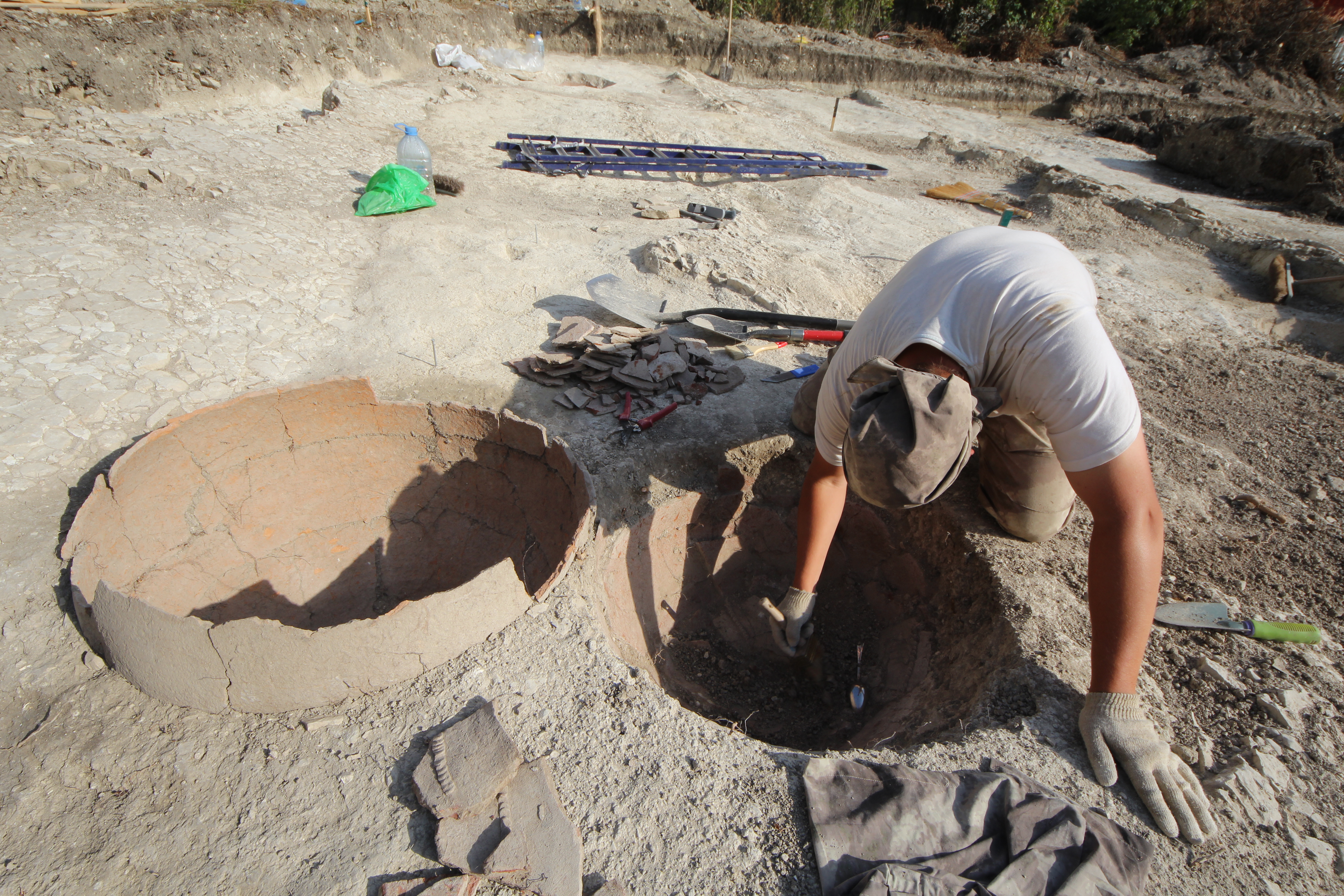
Imagem ilustrativa do trabalho arqueológico de escavação

A investigação arqueológica dedicou-se fundamentalmente à pré-história e às civilizações da antiguidade; no entanto, ao longo do último século, a metodologia arqueológica aplicou-se a etapas mais recentes, como a Idade Média ou o período Moderno. Na atualidade, os arqueólogos dedicam-se cada vez mais a fases tardias da evolução humana, e a disciplinas transversais como a arqueologia industrial e a arqueologia subaquática.
A arqueologia se destaca como um interesse popular principalmente devido à propaganda feita por franquias como a de Indiana Jones, em que o herói, representado por Harrison Ford, era um professor de arqueologia. Este tipo de associação da ciência com a aventura glamorizadas pelo personagem criado por Steven Spielberg e George Lucas pode ter sido uma catapulta para a criação de imaginário público com ideal romantizado do que é a investigação arqueológica. Essa fama também costuma ser associada à questão dos dinossauros e é uma ligação criticada por alguns grupos de pesquisadores da área de Arqueologia.
Este tipo de investigação faz uso dos conhecimentos e metodologias de vários outros ramos científicos (ciências naturais e sociais), assim como do conhecimento empírico da população que nos rodeia, pois a fonte oral é muitas vezes o ponto de início para o desenvolvimento de algum estudo. Costuma-se dizer que "cada velho que morre é uma biblioteca que arde", pois é informação que se perde.
Uma investigação arqueológica começa pela investigação bibliográfica ou, em alguns casos, pela prospecção, que faz parte do levantamento arqueológico. Há uma grande diferença entre prospecção e sondagem, a primeira é para o levantamento e consiste em metodologias não intrusivas enquanto a segunda requer já a alteração do local em estudo e padece assim não só de metodologia extremamente rigorosa mas também de autorizações próprias.
No levantamento, é sempre importante se observar as especificidades de um local: a abrupta mudança de coloração do solo (camadas estratigráficas), a presença de plantas não nativas, a presença de animais e outros aspectos.
A arqueologia é amostral, porque dedica-se ao estudo dos vestígios arqueológicos mas também trabalha com a totalidade da história do local onde usa como motor outras ciências auxiliares como a geologia, história, arquitetura, história de arte, entre outras ciências e áreas de conhecimento.